# Liste der Biografien/Stop
Liste der Biografien |
Portal Biografien |
Personensuche
# |
A |
B |
C |
D |
E |
F |
G |
H |
I |
J |
K |
L |
M |
N |
O |
P |
Q |
R |
S |
T |
U |
V |
W |
X |
Y |
Z |
?
 
Sa |
Sb |
Sc |
Sd |
Se |
Sf |
Sg |
Sh |
Si |
Sj |
Sk |
Sl |
Sm |
Sn |
So |
Sp |
Sq |
Sr |
Ss |
St |
Su |
Sv |
Sw |
Sy |
Sz
 
Sta |
Ste |
Sth |
Sti |
Stj |
Stl |
Sto |
Str |
Sts |
Stt |
Stu |
Stv |
Stw |
Sty
 
Stoa |
Stob |
Stoc |
Stod |
Stoe |
Stof |
Stog |
Stoh |
Stoi |
Stoj |
Stok |
Stol |
Stom |
Ston |
Stoo |
Stop |
Stoq |
Stor |
Stos |
Stot |
Stou |
Stov |
Stow |
Stox |
Stoy |
Stoz
Die Liste der Biografien führt alle Personen auf, die in der deutschsprachigen Wikipedia einen Artikel haben. Dieses ist eine Teilliste mit 61 Einträgen von Personen, deren Namen mit den Buchstaben „Stop“ beginnt.

## Stop

### Stopc
- Stopczyk-Pfundstein, Annegret (* 1951), deutsche Philosophin

### Stope
- Stöpel, Frank (* 1967), Berater, Coach und Personalentwickler
- Stöpel, Karl Theodor (1862–1940), deutscher Nationalökonom und Forschungsreisender
- Stöpel, Kurt (1908–1997), deutscher Radrennfahrer
- Stopes, Charlotte Carmichael (1840–1929), schottisch-britische Geschichts- und Literaturwissenschaftlerin, Autorin und Aktivistin für Frauenrechte
- Stopes, Marie (1880–1958), britische Botanikerin und FrauenrechtlerinMarie Stopes (1880–1958)

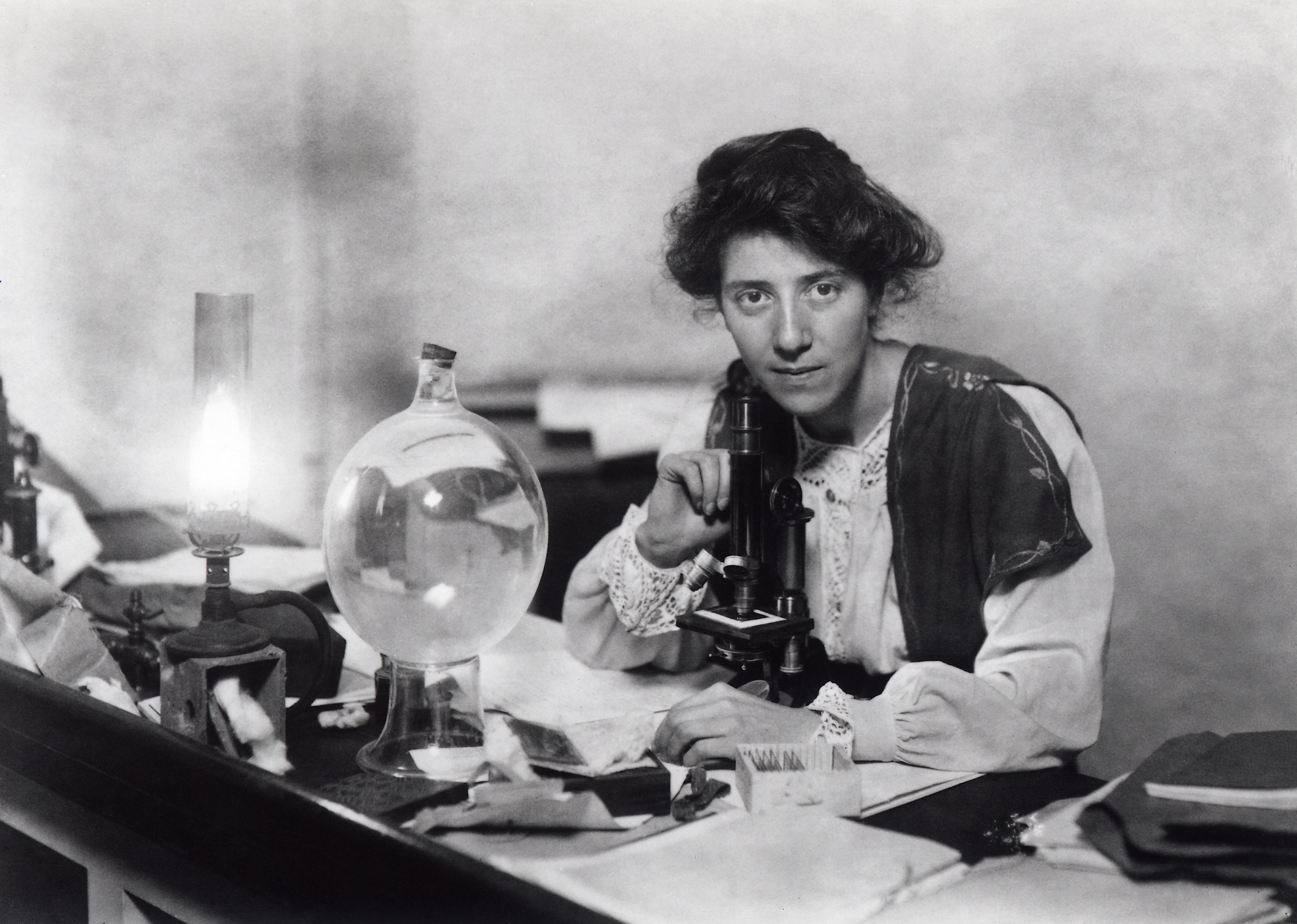
Marie Stopes (1880–1958)

### Stopf
- Stopfer, Leo (* 1964), österreichischer Maler
- Stöpfgeshoff, Jonas (* 1978), schwedisch-deutscher Eishockeyspieler
- Stopfkuchen, Anton (1907–1983), deutscher Landrat
- Stopford, Frederick (1854–1929), britischer Generalleutnant
- Stopford, John, Baron Stopford of Fallowfield (1888–1961), britischer Mediziner und Hochschullehrer
- Stopford, Martin (* 1947), britischer Wirtschaftswissenschaftler
- Stopford, Montagu (1892–1971), britischer General im Zweiten Weltkrieg
- Stopford, Patrick, 9. Earl of Courtown (* 1954), britischer Politiker (Conservative Party)
- Stopford, Robert (1768–1847), britischer Admiral

### Stoph
- Stoph, Kurt (1912–1980), deutscher Politiker (SED), Staatssekretär und Präsident des Deutschen Fußball-Verbandes der DDR (DFV)
- Stoph, Willi (1914–1999), deutscher Politiker (SED), MdV, MinisterpräsidentWilli Stoph (1914–1999)

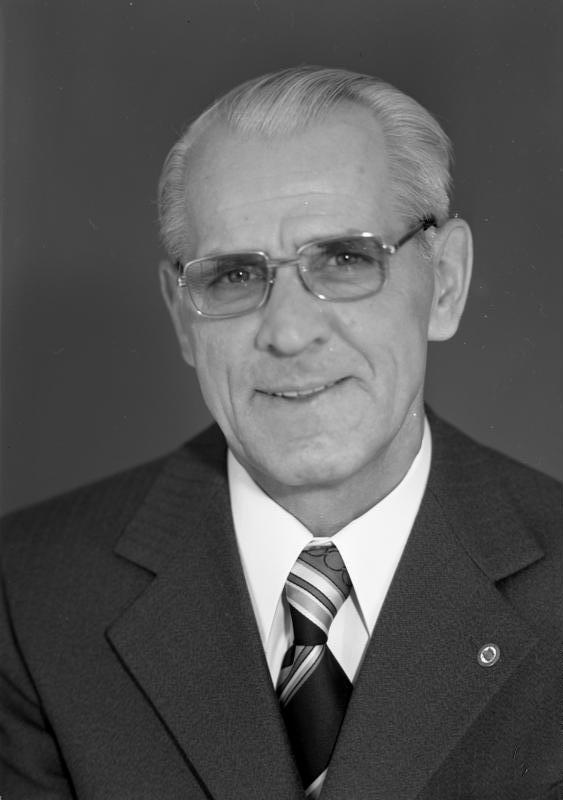
Willi Stoph (1914–1999)

### Stopk
- Stopka, Czesława (1937–2021), polnische Skilangläuferin
- Stopka, Józef (* 1942), polnischer Biathlet
- Stopka, Ulrike (* 1954), deutsche Verkehrswissenschaftlerin und Hochschullehrerin

### Stopl
- Stöpler, Alexander (1848–1922), deutscher Kaufmann und Politiker, Bürgermeister in Lauterbach, Landtagsabgeordneter im Großherzogtum Hessen
- Stöpler, Nick (* 1990), niederländischer Bahnradsportler

### Stopp
- Stopp, Andreas (* 1958), deutscher Hörfunkjournalist und Redakteur
- Stopp, Fritz (1886–1975), deutscher Lehrer und Botaniker
- Stopp, Klaus Dieter (1926–2006), deutscher Pharmazeut
- Stopp, Martin (* 1980), deutscher Koch
- Stoppa, Anke (* 1982), deutsche Schauspielerin
- Stoppa, Edgar (* 1961), deutscher Verwaltungswirt und Erster Polizeihauptkommissar an der Bundespolizeiakademie Lübeck
- Stoppa, Margit (* 1947), deutsche Fußballfunktionärin
- Stoppa, Paolo (1906–1988), italienischer Schauspieler
- Stoppacher, Peter (1925–2008), österreichischer Politiker (ÖVP), Landtagsabgeordneter, Mitglied des Bundesrates
- Stoppani, Angelo Maria (1768–1815), Schweizer liberaler Tessiner Politiker, Mitglied des Kleinen Rats und Präsident der provisorischen Regierung
- Stoppani, Antonio (1824–1891), italienischer Geologe und Geowissenschaftler, Hochschullehrer
- Stoppani, Bindu De (* 1976), indische Schauspielerin, Regisseurin und Drehbuchautorin
- Stoppani, Giovanni Francesco (1695–1774), Kardinal der Römischen Kirche und Bischof des suburbikarischen Bistums Palestrina
- Stoppani, Leone de (1825–1895), Schweizer Politiker, Tessiner Grossrat, Ständerat und Nationalrat der Freisinnige
- Stoppany, Florian (1842–1901), Schweizer Hotelier
- Stoppard, Ed (* 1974), britischer Schauspieler
- Stoppard, Tom (* 1937), britischer DramatikerTom Stoppard (* 1937)

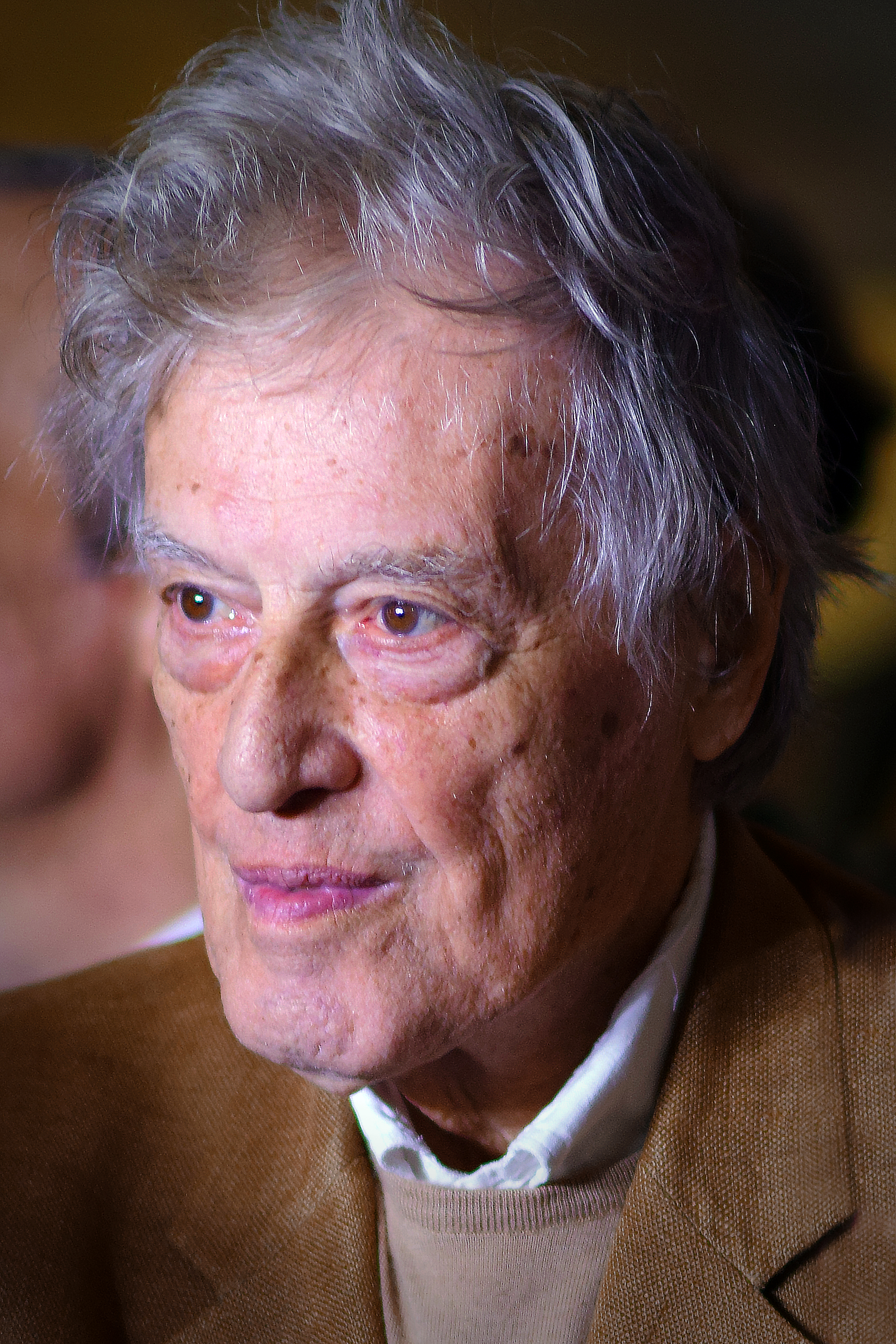
Tom Stoppard (* 1937)

- Stoppe, Daniel (1697–1747), deutscher Schullehrer und schlesischer Gelegenheitsdichter
- Stoppe, Dirk (* 1971), deutscher Drehbuchautor und Filmeditor
- Stoppe, Sebastian (* 1978), deutscher Medienwissenschaftler
- Stoppel, Johann Konrad (* 1641), deutscher Geigenbauer
- Stoppel, Rose (1874–1970), deutsche Hochschullehrerin, erste Professorin für Botanik in Deutschland
- Stoppelkamp, Moritz (* 1986), deutscher Fußballspieler
- Stoppelman, Frans (1921–2007), niederländischer Pressefotograf
- Stoppenbrink-Buchholz, Frieda (1897–1993), deutsche Hilfsschulpädagogin
- Stopper, Hans-Peter (1940–2016), deutscher Fußballspieler
- Stopper, Janina (* 1989), deutsch-österreichische Schauspielerin
- Stopperich, Günter (1927–2022), deutscher Tourismusmanager, Tourismusfunktionär, Touristikunternehmer und Dozent
- Stopperich, Hermann (1895–1952), deutscher Politiker (SPD), MdB
- Stoppi, Franca (1946–2011), italienische Schauspielerin
- Stoppini, Andrea (* 1980), italienischer Tennisspieler
- Stöppler, Elisabeth (* 1977), deutsche Musiktheaterregisseurin
- Stöppler, Willi (1906–1985), deutscher Verlagskaufmann, Journalist und Übersetzer
- Stoppok, Jürgen (* 1941), deutscher Fußballspieler
- Stoppok, Stefan (* 1956), deutscher Liedermacher, Folk- und RockmusikerStefan Stoppok (* 1956)

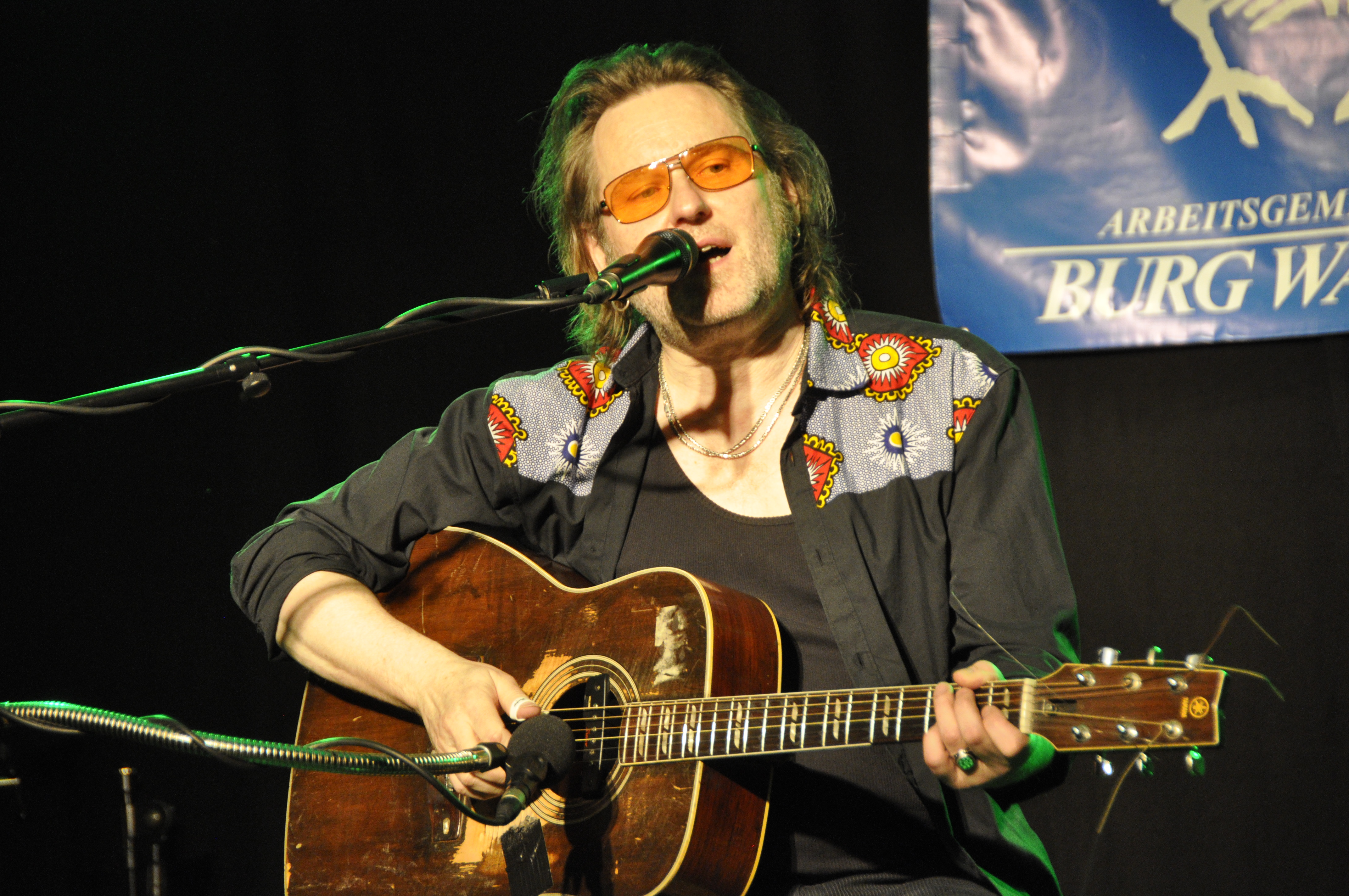
Stefan Stoppok (* 1956)

### Stops
- Stops, Benno (1950–2015), deutscher Sprinter
- Stops, Wolfgang (* 1925), deutscher Fußballspieler

### Stopy
- Stopyra, Julien (1933–2015), französischer Fußballspieler
- Stopyra, Yannick (* 1961), französischer Fußballspieler